# 阿马济
阿马济（法語：Amazy，法語發音：[amazi]）是法国涅夫勒省的一个市镇，位于该省北部，属于克拉姆西区。

## 地理
阿马济（47°22'34"N, 3°34'43"E）面积13.74 平方千米，位于法国勃艮第-弗朗什-孔泰大區涅夫勒省，该省份为法国中部省份，北至约讷省，西北接卢瓦雷省，西接谢尔省，南至阿列省，东南接索恩-卢瓦尔省，东临科多尔省。
与阿马济接壤的市镇（或旧市镇、城区）包括：约讷河畔维利耶、塔奈、阿努瓦、梅特莱孔特、圣日耳曼德布瓦。
阿马济的时区为UTC+01:00、UTC+02:00（夏令时）。

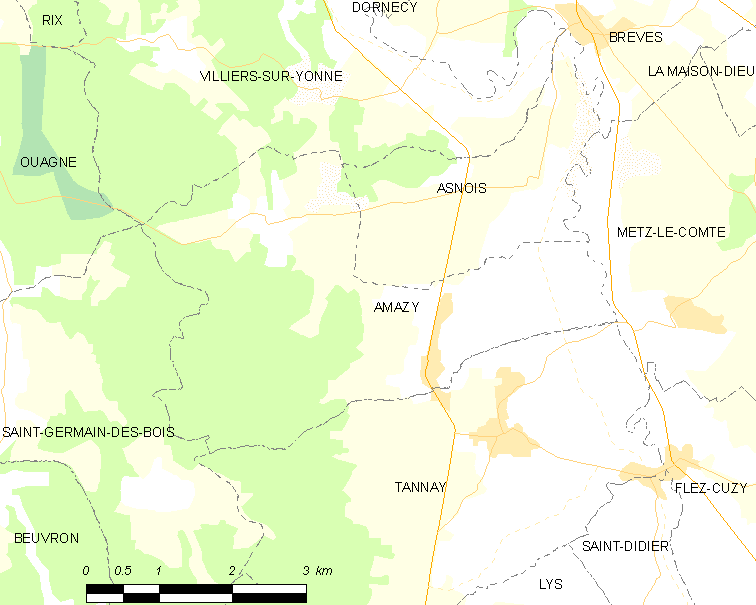
阿马济的OSM定位图

## 行政
阿马济的邮政编码为58190，INSEE市镇编码为58005。

## 政治
阿马济所属的省级选区为克拉姆西县。

## 交通
涅夫勒省省道D34线和D185线经过境内。

## 人口

1962-2008年间阿马济人口变化图示

阿马济于2022年1月1日时的人口数量为214人。